# Atommagt
En atommagt er en stat som har atomvåben. Verdens første atommagt var USA, som sammen med Rusland (tidligere Sovjetunionen), Storbritannien, Frankrig og Kina bliver regnet som internationalt godkendte atommagter ifølge ikke-spredningsaftalen om atomvåben.
To lande - Indien og Pakistan - har ikke skrevet under på aftalen, men har senere udviklet atomvåben, og udført prøvesprængninger på egen hånd.
Selv om de har nægtet det, har der længe været en udbredt opfattelse af, at Israel har atomvåben. Norge leverede i 1959 tungt vand til Israel. I 1986 gav en tidligere israelsk tekniker, Mordechai Vanunu (en), et interview til The Sunday Times, hvor han kom med detaljerede oplysninger og billede fra et israelsk atomanlæg. Ifølge Vanunu havde Israel på det tidspunkt nok plutonium til at producere 100 kernefysiske bomber. I en tale ved et besøg til Tyskland i 2006 tog Israels premierminister, Ehud Olmert, Israel med i en opremsning af lande som har kernefysiske våben. Israel har ikke skrevet under på ikke-spredningsaftalen, og det er heller ikke kendt at Israel har udført prøvesprængninger.
Nordkorea sprængte i 2006 sin første atombombe og må derfor regnes som en atommagt. Nordkorea har heller ikke skrevet under på ikkespredningsaftalen.